# Ankalgudiketra, Hukeri
Ankalgudiketra là một làng thuộc tehsil Hukeri, huyện Belgaum, bang Karnataka, Ấn Độ.